# Von Schmalensee

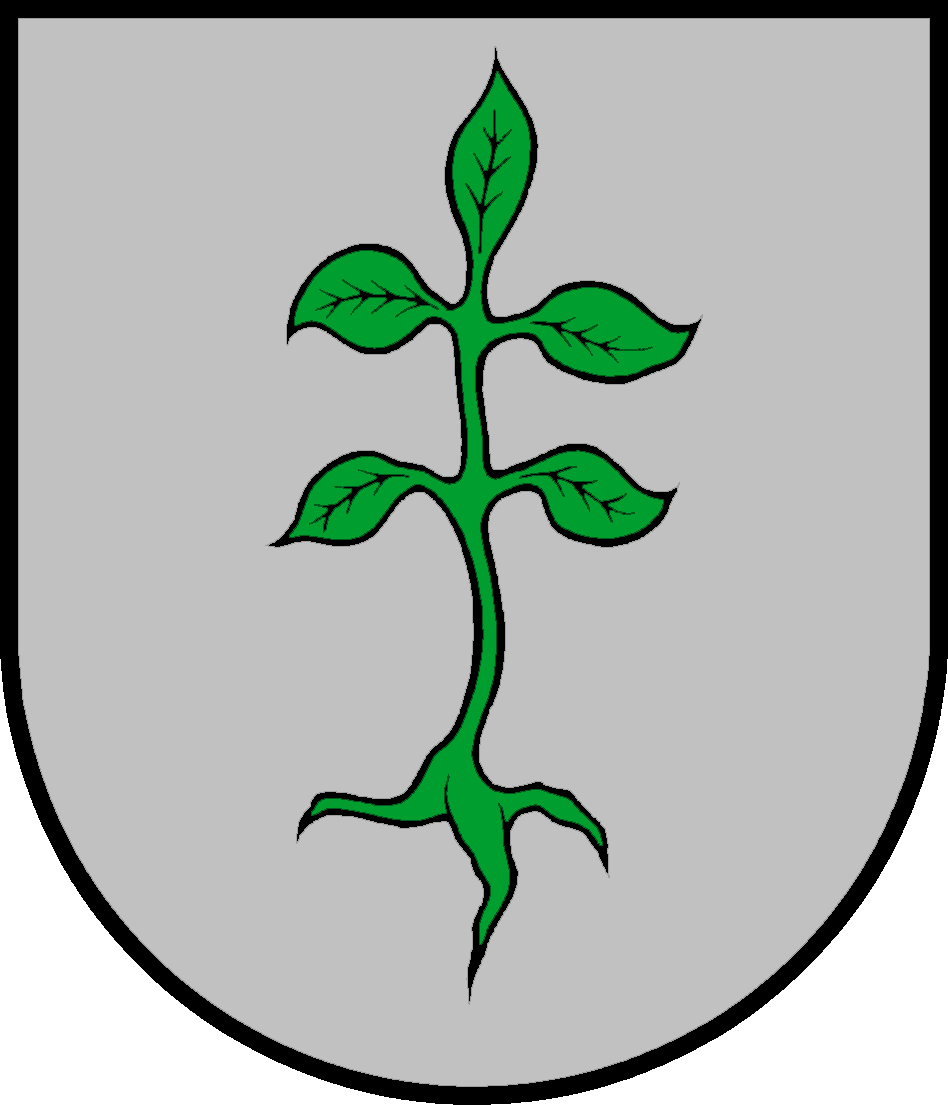
Digital rekonstruktion av ätten von Schmalensees släktvapen

von Schmalensee är en gammal tysk adelsätt. Ätten stammar ursprungligen från Pommern men spred sig tidigt även till Mecklenburg och Ostpreussen. Under 1300- och 1400-talen lade medlemmar av ätten under sig betydande jord- och godsinnehav.
Ättens vapen utgörs av en grön planta med fem blad och tre rötter på silverbotten.
Till kända ättemedlemmar hör Jürge (Georg) Adolph von Schmalensee (död 1797), som blev hertiglig mecklenburgsk hovmarskalk. Många medlemmar av ätten tjänstgjorde även i den preussiska armén och bland dessa kan nämnas bröderna Ludvig och Carl Friedrich von Schmalensee, som i början av 1800-talet blev generalmajor respektive generallöjtnant.
Ätten finns även företrädd i bland annat Sverige. Till kända svenska bärare av namnet hör bröderna och arkitekterna Kurt och Artur von Schmalensee, företagsledaren Kurt von Schmalensée, konstnären Nina von Schmalensee och musikproducenten Martin von Schmalensee.